# Herkenrath (Neunkirchen-Seelscheid)
Herkenrath ist ein Ortsteil der Gemeinde Neunkirchen-Seelscheid im Rhein-Sieg-Kreis.

## Lage
Herkenrath liegt am oberen Ende der Wahnbachtalsperre im Bergischen Land. Nachbarorte sind Krahwinkel im Westen, Heister im Norden und Bruchhausen im Süden.

## Geschichte
1830 hatte der Weiler Herkenroth 90 Einwohner. 1845 hatte das Dorf 120 Einwohner in 24 Häusern, 94 katholische und 26 evangelische. 1888 gab es 96 Bewohner in 21 Häusern.
1901 hatte Herkenrath 79 Einwohner. Verzeichnet sind die Familien August Bergfelder, Witwe Johann Peter Bergfelder, Wilhelm Bergfelder, Wimar Kissel, Michael Meier, Johann Miebach, Franz Nüchel, Heinrich Wilhelm Peters, Peter Josef Reifferscheid, J.H. Schöneshöfer und Peter Wingen. Bis auf den Holzhändler Nüchel waren alle Ackerer.
Das Dorf gehörte bis 1969 zur Neunkirchen.